# Christophe Delporte
Pour les articles homonymes, voir Delporte.
Christophe Delporte est un accordéoniste belge né à Ath le 24 juin 1972. Il enseigne aux académies de musique de Fleurus, Nivelles et Genappe, ainsi qu'à l’Institut Royal Supérieur de Musique et de Pédagogie de Namur (IMEP).
Il est également fondateur et membre de l'Ensemble Astoria.

## Biographie
C'est au Conservatoire Royal de Musique de Mons qu'il obtient successivement le diplôme de "spécialisation" du solfège ainsi que les diplômes "supérieurs d'accordéon et de musique de chambre.
En 1989, il est lauréat du concours «jeunes solistes » (RTBF) et obtient le prix des téléspectateurs.
L’année suivante, il représente la Belgique au tournoi « Eurovision des jeunes musiciens », et jouera en finale avec l’orchestre de la radio autrichienne dans la salle dorée du Musikverein à Vienne (retransmis par 23 chaînes de télévision).
Christophe Delporte collabore régulièrement avec l'Orchestre National de Belgique, l'Orchestre Royal de Chambre de Wallonie ou l'ensemble musiques nouvelles.
Il accompagne sur scène Annie Cordy, Jean-Marc Thibault et Henri Dès dans toute la Francophonie et a également participé à l'enregistrement du dernier album de Frank Michael et Renaud.